# Kanton Bordeaux-1
Der Kanton Bordeaux-1 ist seit 1801 ein französischer Wahlkreis im Arrondissement Bordeaux, im Département Gironde und in der Region Nouvelle-Aquitaine;  Vertreter im Generalrat des Départements ist seit 2001 (wiedergewählt 2008) Philippe Dorthe. 
Der Kanton besteht aus dem südlichen Teil der Stadt Bordeaux mit insgesamt 45.173 Einwohnern (Stand: 2022):
Bis zur landesweiten Neuordnung der französischen Kantone im März 2015 besaß der Kanton den INSEE-Code 3308.